# Sun Kuang
Sun Kuang (chinesisch 孫匡 / 孙匡), Großjährigkeitsname Jizuo (季佐) war der vierte Sohn des chinesischen Warlords Sun Jian. Nach dem Tod seines Vaters im Jahre 192 (oder 191) floh er in die Hauptstadt Chang’an. Der Warlord Cao Cao gab ihm später seine Tochter Cao Rens zur Frau, um politische Bande mit seinem Bruder Sun Ce zu knüpfen.
Sun Kuang starb früh und wurde von seinem Sohn Sun Tai überlebt, der später Oberst wurde. Sun Tais Sohn Sun Xiu, ein General, wurde während der Jin-Invasion im Jahr 279 vom Kaiser Sun Hao zur Verteidigung ausgeschickt, desertierte aber.